# 海南盘蛛
海南盘蛛（学名：Pancorius hainanensis）为跳蛛科盘蛛属的动物，分布于海南岛等地。该物种的模式产地在海南岛。
其种加词“hainanensis”意为“海南的”。